# Trabala ganesha
Trabala ganesha là một loài bướm đêm thuộc họ Lasiocampidae. Nó được tìm thấy ở Sundaland.
Con đực nhỏ hơn con cái.

## Hình ảnh

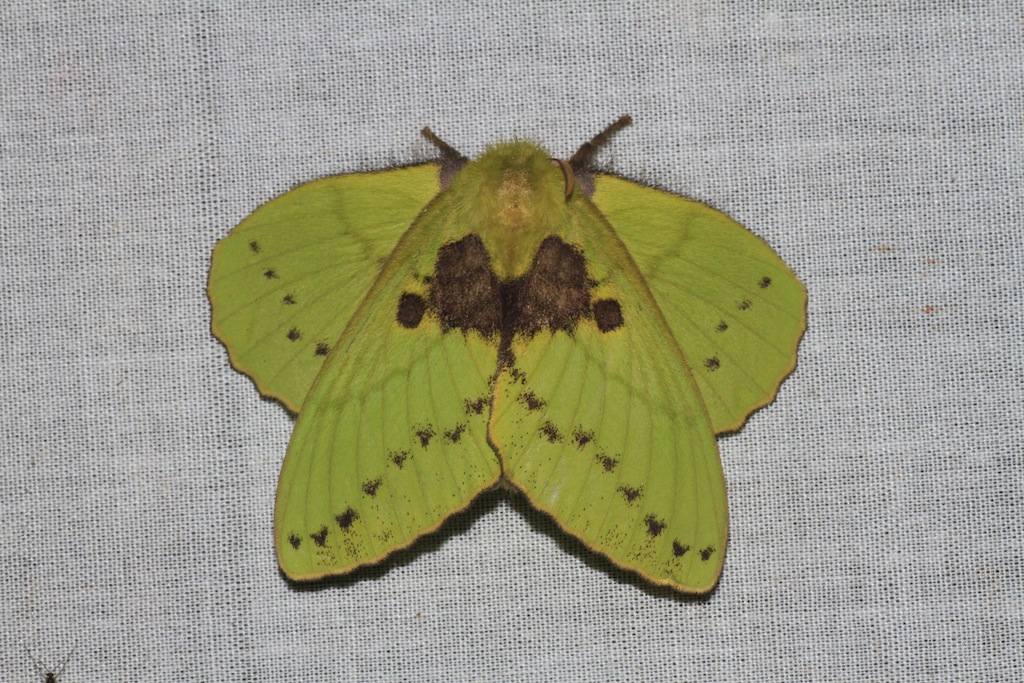